# FashionTV
FashionTV — международный телеканал о моде. Основан во Франции в 1997 году основателем и президентом Мишелем Адамом Лисовски. По состоянию на 2014 год, в мире насчитывалось 400 млн зрителей, в том числе 80 млн в арабских странах.

## Другие регионы

### Южная Африка
В Южной Африке «FashionTV» был доступен на DStv, на 178 канале, на котором ныне вещает TopTV. В начале 2016 года DStv выложил «важное уведомление» на 178 канале, объявив, что 28 февраля 2016 года «FashionTV» прекратит трансляцию.

### Телеканалы
- FTV EU
- FTV America
- FTV India
- FTV Affirm
- FTV Africa
- FTV Australia
- FTV Azerbaijan
- FTV Japan
- FTV Russia
- FTV Brazil
- FTV Singapore
- FTV Korea
- FTV Central Asia
- FTV Canada
- FTV Chile
- FTV Ukraine

### Аргентина
Существовал с 1998 по 2011 год, когда Turner Broadcasting закрыл телеканал, потому что закончился контракт.

### Австралия
В Австралии телеканал был доступен в сети цифрового абонентского телевидения «Foxtel» и в Austar (123 канал), а программа «MidnightHot» иногда транслировалась на 955 канале. По состоянию на 26 февраля 2012 года, Foxtel и Austar больше не предлагают FashionTV, однако он все равно предлагаться IPTV-службой FetchTV. Первоначально сообщалось, что отказ от канала был из-за его ликвидации, но FTV Oceania Pty. Ltd был ликвидирован в июле 2011 года, и FashionTV International взял обратно контроль над всеми видами деятельности в Австралии, поэтому причина исключения телеканала из Foxtel и Austar остаётся неизвестной.

### Индия
FTV India (ранее известный как Fashion TV India) — очень известный телеканал во всей Индии. Индия имеет крупнейшую в мире киноиндустрию в Мумбаи и широко известна как Болливуд. FTV India участвует в ожесточённом споре между Мишелем Адамом и Лалитом Моди по поводу прав на распространение, и в настоящее время этот вопрос подчиняется Верховному суду Индии.

### Азия
В Азии телеканал вещает в Шри-Ланке, Непале, Пакистане, Вьетнаме, Сингапуре, Гонконге, Японии, Индонезии, Малайзии, Филиппинах, Южной Корее, Тайване, Таиланде и Монголии.
В Гонконге телеканал доступен для всех поставщиков спутниковых услуг и всех операторов кабельного телевидения. FTV был запрещён от трансляции в Индии в течение 2 месяцев в 2007 году из-за скудно одетых моделей в шоу Midnight Hot. Телеканал снова был приостановлен в 2010 году в течение 10 дней из-за показа эфиров, содержащих топлесс-модели в телешоу «Bella Club».

### Бельгия
В Бельгии телеканал доступен на Proximus TV, Telenet и VOO через IPTV и кабель, и вещает со спутника Eutelsat Hot Bird 13B (13° в. д.) в открытом доступе.

### Бразилия
6 августа 2007 года Turner Broadcasting запустил телеканал Fashion TV Brasil. В 2011 году компания прекратила контракт с его владельцем, что привело к появлению нового телеканала Glitz. Компания Box Brazil TV возобновила телеканал в стране в сентябре 2012 года в операторах Sim TV, TVN и ViaCabo.

### Чехия и Словакия
В Чехии и Словакии телеканал доступен в UPC, O2TV, Orange, Magio T-Systems, RioMedia, Slovanet и тд.

### Италия
В Италии FashionTV доступен на Tivù Sat (58 канал) и Sky Italia (489 канал).

### Израиль
В Израиле, FashionTV (ערוץ האפנה) доступен на кабельном «HOT» (185 канал) и спутниковом «Yes» (67 канал).

### Ближний Восток и Северная Африка
FashionTV Europe HD вещает в сети платного телевидения «OSN» (225 канал).

### Новая Зеландия
В Новой Зеландии FashionTV доступен на DTT-платформе «Freeview» (30 канал) с августа 2016 года. Телеканал ранее вещал на SKY Network Television (066 канал). В ноябре 2004 года FashionTV был отключен на SKY Network Television из-за спора о доходах. Этот спор был решен в начале 2005 года, когда телеканал возобновился 18 апреля 2005 года. 11 мая 2011 года FashionTV снова был отключен с Sky.

### Северная Америка
Ныне телеканал доступен только для поставщиков беспроводного телевидения MobiTV и Sprint TV. Тем не менее, FashionTV не вещает в кабельных или спутниковых сетях в Северной Америке с августа 2011 года. Он также был убран из бесплатного вещания в сентябре 2011 года. FashionTV можно смотреть в прямом эфире в Северной Америке только на веб-сайте телеканала.

### Португалия
В Португалии FashionTV доступен на AR Telecom, Bragatel (45 канал), Meo (101 канал), TVTel (54 канал) и ZON TVCabo (73 канал).

### Филиппины
На Филиппинах канал доступен на SkyCable (108 канал), Channellink (66 канал) с 28 января 2008 года и на их филиалах на Филиппинах. В некоторых отобранных городах и провинциях использовались два канала: FashionTV Asia на спутнике AsiaSat 3 и FashionTV India & SE Asia со спутника Thaicom 5, включая FashionTV HD

### Сербия / Юго-Восточная Европа
Сербская версия FashionTV под названием FashionTV SEE (FashionTV South East Europe) была запущена 24 ноября 2008 года. Он также транслируется в Словении, Хорватии, Болгарии, Боснии и Герцеговине, Черногории и Македонии через местных поставщиков кабельного телевидения и DTH-платформ. 30 % продукции производится местным производством.

### Таиланд
FashionTV Thailand транслировался в открытом доступе со спутника THAICOM 5 (78,5° в. д.), где также транслировался FashionTV India. Однако телеканал сразу же ушел из эфира. Таиландские зрители всё ещё могут смотреть как FashionTV Asia, так и FashionTV India.

### Турция
В Турции FashionTV транслируется в сети Digiturk (110 канал) (394 канал в HD).